# Опсада тврђаве Ишијама
Опсада тврђаве Ишијама (јап. 石山城・今堅田城の戦い) била је победа Ода Нобунаге над присталицама шогуна Ашикага Јошиакија.

## Позадина
Несугласице између шогуна Јошиакија и Ода Нобунаге, који је од освајања власти у Кјоту управљао војском и провинцијама потпуно по свом нахођењу, почеле су одмах по шогуновом ступању на власт (1568). Како би спречио сваки Јошиакијев покушај да се стварно умеша у државне послове, Нобунага је почетком 1570 (23. јануара) натерао шогуна да потпише званичну изјаву, којом је обећао да неће издавати никакве наредбе без Нобунагиног пристанка. Упркос томе, Јошиаки је покушао да на разне начине заобиђе Нобунагу и ојача свој положај, што није прошло незапажено: 1572. Нобунага му је упутио званичан протест у 12 тачака, којим је оптужио шогуна за дволичност и злоупотребу положаја. Најважније Нобунагине замерке Јошијакију биле су:
- небрига о потребама царског двора,
- слање писама и наређења у провинције у тајности,
- окупљање и награђивање нових присталица без икаквих заслуга у служби,
- склањање драгоцености из шогунове палате,
- конфисковање имовине храмова,
- грубо поступање са Нобунагиним присталицама, њиховим женама и слугама,
- запостављање старих и заслужних присталица, за које се Нобунага лично заложио,
- игнорисање Нобунагиних савета,
- заплена имовине преминулих дворана без икакве кривице,
- давање помиловања за новац,
- примање поклона у новцу од обласних господара и гомилање новца,
- продаја залиха пиринча у војним складиштима замка Ниџо (спремљених за случај опсаде) за новац,
- награђивање шогунових љубавника местима у државној служби.
- да шогунове присталице и дворани гомилају новац, као и шогун, како би могли у сваком тренутку да напусте Кјото,
- да је шогун међу простим народом изашао на лош глас због похлепе.[1]

Из Нобунагиних замерки јасно се види да је до 1572. Јошиаки покушавао да на разне начине сакупи новац и обезбеди властите присталице у Кјоту и савезнике међу обласним господарима у провинцијама. Јошиаки је задужио Нобунагине заклете непријатеље, Азаи Нагамасу из Омија и Асакура Јошикаге-а из Ечизена, који су крајем 1570 (после пораза у бици код Анегаве), били опседнути на планини Хиеи у Кјоту, када је у њихову корист интервенисао код Нобунаге и наредио примирје.

### Рат шогуна против Ода Нобунаге
Отворено увређен од Нобунаге, Јошијаки је почетком 1573. у тајности планирао побуну против Нобунаге. Војно-политичка ситуација изгледала је крајње неповољно по Нобунагу: устанак Ико-секте био је у пуном јеку и напади на њихова главна упоришта у Осаки и Нагашими били су одбијени, на истоку су Нобунагине снаге поражене од Такеда Шингена у бици код Микатагахаре (крајем децембра 1572) у Тотомију, а на северу су стајале непоражене војске кланова Азаи и Асакура у Омију и Ечизену. У самим Домаћим провинцијама око Кјота, у априлу 1572. побунили су се против Нобунаге господари Мијоши Нагајоши (у замку Вакае у провинцији Кавачи) и Матсунага Хисахиде и његов син (који су држали замкове Шиги и Тамон код Наре у провинцији Јамато). Уз то, стари Нобунагини непријатељи Хосокава Рокуро и Иванари Томомичи вратили су се у Кјото из изгнанства и добили помиловања.

## Битка
Почетком фебруара 1573. шогун је отворено иступио против Нобунаге: његове присталице (око 10.000) утврдиле су се у замку Имакатата и подигле тврђаву Ишијама у провинцији Оми недалеко од Кјота као главну базу операција. У одговор, Нобунага је већ 20. фебруара послао своје најбоље војсковође (Шибата Катсуие, Нива Горозаемон и Акечи Мицухиде) у напад: недовршена тврђава Ишијама, коју су браниле ратничке дружине из Иге и Коке (најјужнији округ провинције Оми), заузета је за три дана (24-26. фебруара), а 29. фебруара Акечи Мицухиде и Нива Горозаемон су, нападајући са копна и мора, заузели замак Имакатата после битке од свега 4 сата (од сата Змаја до сата Коња, тј од 8 до 12 часова пре подне).

## Последице
25. марта сам Нобунага је кренуо на Кјото: у престоници, шогунове присталице спалиле су његову недовршену палату, на шта је Нобунага одговорио спаљивањем предграђа (3. априла), а сутрадан и читавог северног Кјота. Пошто је Нобунагина војска опсела шогунову палату, Јошиаки је пристао на преговоре и капитулирао 6. априла 1573: шогун се потчинио Нобунаги, али је задржао замак Ниџо у Кјоту и остао на положају.
Такво јавно понижење било је неприхватљиво за шогуна, па се после само три месеца поново побунио и затворио у замак Макишима у провинцији Јамаширо, где је заробљен 28. јула, свргнут и протеран. Од шогунових присталица, Сасаки Јотеи у замку Намазуе у јужном Омију одржао се све до 4. септембра.